# Парфем: Хронологија једног злочина (роман)
Парфем: Хронологија једног злочина познатији и као Парфем (скраћено Das Parfum) је једн од најчитанијих немачких послератних романа. Написао га је Патрик Зискинд 1985. До данас, Парфем је продат у више од 15 милиона примерака широм света на 42 језика, што га сврстава у категорију једног од најпродавенијих немачких књижевних дела. Поред моногобројних награда, роман је 1986. Њујорк тајмс прогласио за књигу године. На Шпигеловој листи бестселера доминирао је скоро 10 година, а као најпродаваније дело нашао се и у Јапану, Француској, Шпанији, Италији и САД.
По роману, 2006. године Том Тиквер снимио је истоимени филм.